# Ряска тропическая
Ря́ска тропи́ческая, или Ряска равноде́нственная (лат. Lemna aequinoctialis) — водное растение, вид рода Ряска (Lemna) подсемейства Рясковые семейства Ароидные, или Аронниковые (Araceae) (ранее это подсемейство выделяли в отдельное семейство).

## Ботаническое описание
Единственный вид рода, считающийся однолетним.
Стебли — пластинки, без листьев, 1—6,5 мм длиной, 0,8—4,5 мм шириной, в 1—3 раза в длину больше, чем в ширину, обычно с одним устьицем, расположенным сверху выше кармашка, и с одним у вершины.
Корневой кармашек в 1—2,5 раза в длину больше, чем в ширину.
Цветёт и плодоносит часто.
Плоды 0,5—0,8 мм длиной, 0,4—0,7 мм шириной, без крыловидных выростов; столбик 0,05—0,2 мм длиной.
Семена 0,45—0,8 мм длиной, 0,3—0,7 мм толщиной, коричневатые, с 8—26 заметными продольными и 30—80 боковыми рёбрами, выпадают из плодовой оболочки при созревании; внешняя оболочка с 2—4 слоями клеток под эпидермисом.

## Распространение
- Азия:
  - Западная Азия (Афганистан);
  - Китай;
  - Восточная Азия (Тайвань);
  - Юго-Восточная Азия (Таиланд, Борнео, Ява, Филиппины, Сулавеси, Суматра);
  - полуостров Индостан (Индия, Непал);
- Африка:
  - Северная Африка (Египет);
  - Восточная Африка (Бурунди, Руанда, Кения, Танзания, Уганда, Коморы);
  - Центральная Африка (Центральноафриканская Республика, Камерун, Конго, Экваториальная Гвинея, Габон, Чад, Заир);
  - Западная Африка (Кот-д’Ивуар, Бенин, Буркина Фасо, Гамбия, Гана, Гвинея-Бисау, Либерия, Нигер, Нигерия, Сенегал, Сьерра-Леоне, Того, Кабо-Верде);
  - Южная Африка (Мозамбик, Ангола, Малави, Замбия, Зимбабве, Ботсвана, ЮАР (на территории бывших провинций: Капской, Натала, Трансвааля), Лесото, Намибия, Свазиленд, Маврикий, Мадагаскар, Реюньон, Сейшельские острова);
- Северная Америка:
  - Канада (Ньюфаундленд, Онтарио, Квебек, Британская Колумбия, Саскачеван);
  - США (Иллинойс, Айова, Канзас, Миннесота, Небраска, Оклахома, Висконсин, Алабама, Арканзас, Делавэр, округ Колумбия, Флорида, Кентукки, Луизиана, Мэриленд, Миссури, Северная Каролина, Южная Каролина, Теннесси, Вирджиния, Нью-Мексико, Аризона, Калифорния, Техас);
  - Мексика;
- Центральная Америка (Белиз, Коста-Рика, Сальвадор, Гватемала, Гондурас, Никарагуа, Панама);
- Южная Америка (Французская Гвиана, Гайана, Суринам, Венесуэла, Боливия, Колумбия, Эквадор, Перу, Бразилия, Аргентина Парагвай);
- Вест-Индия (Багамские острова, Каймановы острова, Куба, Доминиканская Республика, Ямайка, Гаити, Пуэрто-Рико, Тёркс и Ка́йкос, Тринидад и Тобаго, Сент-Винсент);
- острова Тихого океана (Молуккские острова, Каролинские острова);
- Австралия (Северная территория, Квинсленд, Новый Южный Уэльс);
- Океания (Вануату, Фиджи, Новая Каледония, Тонга, Гавайи)[1].

В Украине в селе Левков под Житомиром была обнаружена тропическая ряска Lemna aequinoctialis
Растёт в изобилии в стоячих водоёмах и часто сплошь покрывает их поверхность.